# 比·威尔逊
比·威尔逊（英語：Bee Wilson，1974年3月7日—）是一位英国美食作家，曾在华尔街日报撰写美食专栏，主要作品有《美味欺诈：食品造假与打假的历史》（Swindled: The Dark History of Food Fraud, from Poisoned Candy to Counterfeit Coffee）、《第一口：饮食习惯的真相》（First Bite: How We Learn to Eat）、《蜂房：蜜蜂与人类的故事》（The Hive: The Story of the Honeybee and Us）、《杯盘之间：一部被堙没的“庖厨”史》（Consider the Fork : A History of How We Cook and Eat）等。